# Amplirhagada herbertena
Amplirhagada herbertena е вид коремоного от семейство Camaenidae.

## Разпространение
Видът е разпространен в Австралия.